# Władysław Roman Wawrzonek

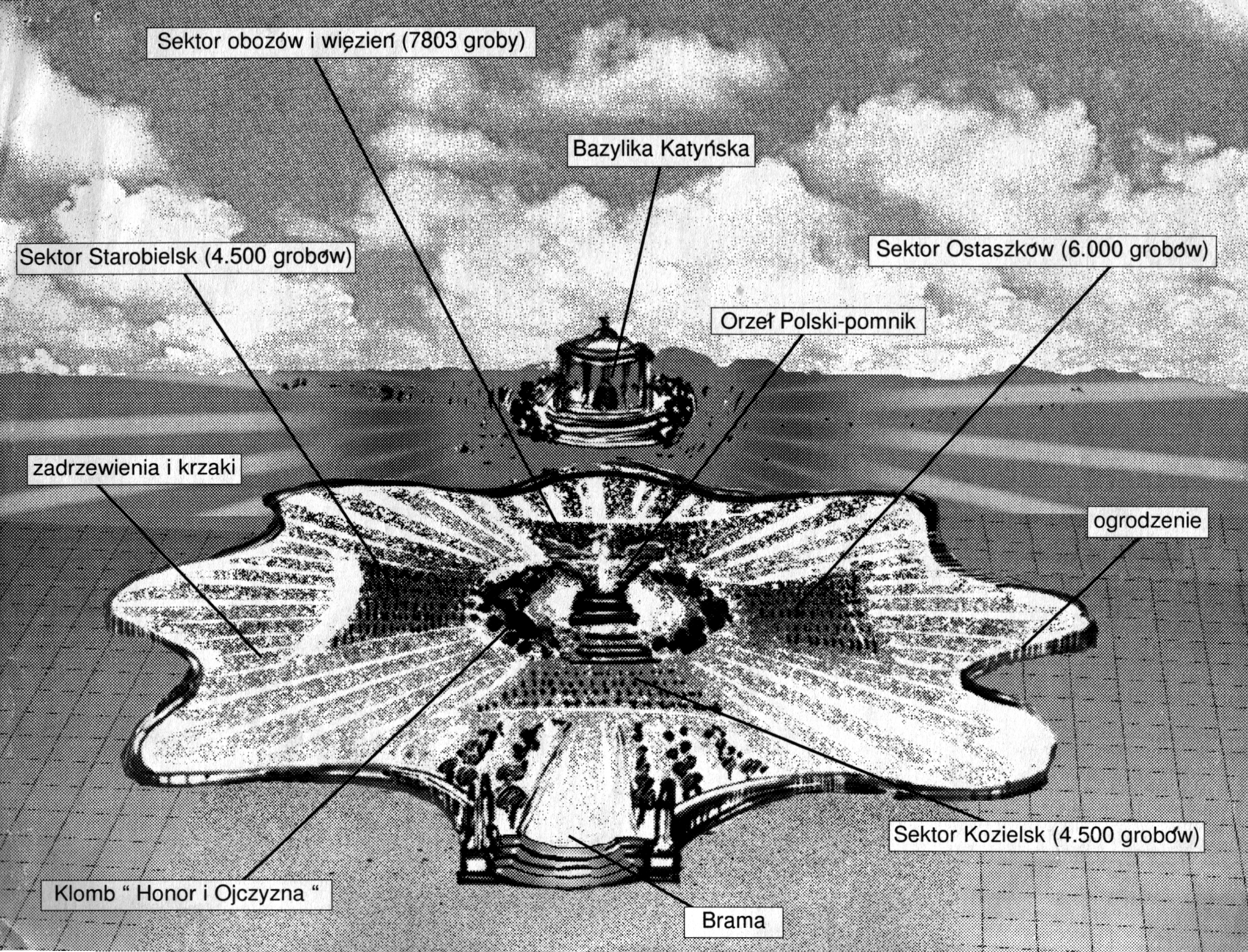
Roman Wawrzonek: Autorski projekt Nekropolii Katyńskiej

Władysław Roman Wawrzonek, pseudonim Tadeusz Skałuba, (ur. 27 czerwca 1926 w Sędziszowie Małopolskim, zm. 4 sierpnia 2007 w Nowym Jorku) – polski publicysta historyczny, wydający w II obiegu, żołnierz Armii Krajowej Okręgu Śląskiego.

## Życiorys
Był synem Tadeusza (1896-1941) urzędnika Inspektoratu PZU w Chrzanowie, więźnia KL Dachau oraz KL Mauthausen-Gusen, i Augustyny z Ratusinskich, księgowej. Uczęszczał do Gimnazjum w Chrzanowie. Po aresztowaniu ojca, jako 14-letni chłopak podjął pracę w Fabryce Lokomotyw w Chrzanowie jako ślusarz i tokarz. Od 1942 był łącznikiem wywiadu AK Okręgu Krakowskiego. Po wpadce tamtejszej siatki w 1944 wstąpił do oddziału „Garbnik” Śląskiego Okręgu AK (oddział m.in. ratował uciekinierów z KL Auschwitz). Po zakończeniu działań wojennych ujawnił się we wrześniu 1945 przed Komisją Likwidacyjną w Krakowie, gdzie został zweryfikowany w stopniu starszego strzelca, z zatwierdzeniem przyznanego mu Krzyża Walecznych. W 1945 był pracownikiem i działaczem Stronnictwa Pracy w Krakowie oraz członkiem konspiracyjnego Ruchu Oporu Stronnictwa Pracy. Po rozwiązaniu Stronnictwa nie związał się ponownie z żadną partią polityczną. W 1946 złożył egzamin dojrzałości w Liceum Spółdzielczo-Handlowym w Krakowie. Studia ukończył w 1950 na Akademii Handlowej w Krakowie, lecz nie został dopuszczony do obrony pracy magisterskiej z przyczyn politycznych (wydano mu dyplom ukończenia studiów I stopnia). Dopiero w 1960 uzyskał dyplom magisterski Akademii Ekonomicznej we Wrocławiu. Po wojnie pracował w wielu branżach od agencji ubezpieczeniowych po prowadzenie własnej działalności gospodarczej.
W latach 70. zaczął pracować nad pierwszą swoją książką „IV Rozbiór Polski”, której pierwsze egzemplarze ukazały się w 1978 roku w II obiegu. Przyjął wtedy pseudonim Tadeusz Skałuba (Tadeusz było imieniem ojca, zaś Skałuba było nazwiskiem panieńskim babki). To właśnie w „IV Rozbiorze Polski” po raz pierwszy po wojnie został opublikowany pełny tekst przemówienia Mołotowa z 29 X 1939, w którym pojawiają się słynne jego słowa o „bękarcie Traktatu Wersalskiego”. Książka odniosła jak na warunki podziemnych wydawnictw doby PRL-u olbrzymi sukces. Apogeum jej popularności przypadło na okres 1981–1984. Sam autor wspominał, że wznawiano ją co najmniej 36 razy. W 1981 napisał kolejną książkę dotyczącą najnowszej historii Polski – „Obezhołowienie. Geneza likwidacji warstwy kierowniczej narodu polskiego przez okupanta radzieckiego w latach 1939 do 1941 roku”.
Obawiając się aresztowania w 1982 (chodziło o dekonspirację pseudonimu) wyjechał z kraju. Po krótkim pobycie w Austrii, osiadł w Nowym Jorku. Był wydawcą i redaktorem „Kuriera” (1988–1994), pierwszego bezpłatnego tygodnika polonijnego. Do współpracy w zespole redakcyjnym zaprosił m.in. Zbigniewa Neugebauera (pisał pod pseudonimem „Puszczyk”), a także Zofię Kłopotowską (została redaktorem naczelnym, a następnie współwłaścicielem pisma) czy Marię Kornatowską. Po sprzedaniu „Kuriera” założył „Przełom”.
W 1999 był redaktorem i współautorem (wspólnie z przyjaciółmi z czasów AK) obszernego opracowania „Partyzanci Armii Krajowej Ziemi Żywieckiej 1942-1947”. W 2002, nakładem „Przełomu” wydał „Biografię Tadeusza Wawrzonka”, świetnie udokumentowaną monografię obozowej gehenny swojego ojca, ofiary hitlerowskiego ludobójstwa.
W ostatnich latach swojego życia walczył o ekshumacje i sprowadzenie do Polski wszystkich oficerów zamordowanych w Twerze, Charkowie i Katyniu. Często gwałtownie polemizował ze stanowiskiem w tej sprawie Federacji Rodzin Katyńskich oraz Radą Ochrony Pamięci Walk i Męczeństwa, na łamach „Przełomu” oraz w listach otwartych. Stworzył swój własny projekt cmentarza wojennego ofiar Zbrodni Katyńskiej (projekt oparty na planie orderu Virtuti Militari).
Ostatnią jego pracą jest pośmiertne wydana przez jego syna – Marka Wawrzonka – „Zbrodnia Katyńska i jej białe plamy” (2008), która jest podsumowaniem jego publicystyki historycznej z przełomu lat 80. i 90 uzupełniona o ujawnioną dokumentację z rosyjskich archiwów.

## Publikacje
- 1978 IV Rozbiór Polski
- 1981 Obezhołowienie. Geneza likwidacji warstwy kierowniczej narodu polskiego przez okupanta radzieckiego w latach 1939 do 1941 roku
- 1999 Partyzanci Armii Krajowej Ziemi Żywieckiej 1942-1947
- 2002 Biografia Tadeusza Wawrzonka
- 2008 Zbrodnia Katyńska i jej „białe plamy” ISBN 978-83-927556-0-9